# Sackenreuth
Sackenreuth (oberfränkisch: Saggereud) ist ein Gemeindeteil der Großen Kreisstadt Kulmbach im Landkreis Kulmbach (Oberfranken, Bayern). Sackenreuth liegt in der Gemarkung Höferänger.

## Geografie
Die Einöde liegt am Fuße des bewaldeten Höhenrückens Hangleite (455 m ü. NHN, 1 km südwestlich). Ansonsten fällt das Gelände in den übrigen Richtungen ab. Etwas weiter nördlich fließt die Dornlach, die östlich in die Dobrach mündet. Im Südosten befindet sich der Saugraben, der aber kein Wasser mehr führt. Eine Gemeindeverbindungsstraße führt zur Bundesstraße 85 bei Höferänger (1 km südöstlich) bzw. in eine andere Gemeindeverbindungsstraße einmündend nach Unterdornlach (1,4 km nordwestlich).

## Geschichte
Der Ort wurde 1361 als „Seukenreuth“ erstmals urkundlich erwähnt. Das Grundwort ist -reuth, das Bestimmungswort der Personenname Siuco. Demnach bedeutet der Ortsname zu der Rodung des Siuco, der vermutlich der Gründer des Ortes war. In dieser Urkunde wurde besiegelt, dass Otto Graf von Orlamünde dem Kloster Langheim Güter des Ortes übereignet. 1740 wurde der Ort erstmals als „Sackenreuth“ erwähnt, wohl eine Angleichung an Sack, da der Personenname nicht mehr geläufig war.
Gegen Ende des 18. Jahrhunderts gab es in Sackenreuth 1 Anwesen. Das Hochgericht übte das bayreuthische Stadtvogteiamt Kulmbach aus. Grundherr des Hofes war der bambergische Langheimer Amtshof.
Von 1797 bis 1810 unterstand der Ort dem Justiz- und Kammeramt Kulmbach. Mit dem Gemeindeedikt wurde Sackenreuth dem 1811 gebildeten Steuerdistrikt Oberdornlach und der 1812 gebildeten Ruralgemeinde Oberdornlach zugewiesen. Infolge des Zweiten Gemeindeedikts (1818) wurde der Ort in die neu gebildete Ruralgemeinde Unterdornlach umgemeindet, die 1955 in Höferänger umbenannt wurde. Am 1. Januar 1974 wurde Sackenreuth im Zuge der Gebietsreform in Bayern nach Kulmbach eingegliedert.

### Einwohnerentwicklung
| Jahr      | 001818 | 001861 | 001871 | 001885 | 001900 | 001925 | 001950 | 001961 | 001970 | 001987 |
| Einwohner | 16     | 14     | 11     | 14     | 17     | 8      | 19     | 9      | 6      | 6      |
| Häuser    | 2      |        |        | 1      | 2      | 2      | 1      | 1      |        | 1      |
| Quelle    | [ 8 ]  | [ 11 ] | [ 12 ] | [ 13 ] | [ 14 ] | [ 15 ] | [ 16 ] | [ 17 ] | [ 18 ] | [ 1 ]  |

## Religion
Der Ort ist seit der Reformation evangelisch-lutherisch geprägt und nach St. Maria Magdalena (Kirchleus) gepfarrt.